# Camille-Marie Stamaty
Camille-Marie Stamaty (født 23. marts 1811 i Rom, død 19. april 1870 i Paris) var en fransk pianist og komponist.
Stamatys far var græsk, moderen fransk. Fra 1830 studerede han hos Friedrich Kalkbrenner, og blev regnet for hans bedste elev. Fra Kalkbrenner lærte han teknikken med at bruge kraften i fingrene i stedet for underarmene, en teknik Stamaty underviste i senere. Han studerede også hos Felix Mendelssohn i Leipzig i 1836.
Stamaty led af reumatiske lidelser, og hans karriere som pianist var ujævn. I 1837 blev han udnævnt til professor i klaverspil i Paris, og havde talrige elever, blandt andre Camille Saint-Saëns og Louis Moreau Gottschalk.
Stamatys kompositioner er stort set glemt, men enkelte øvestykker for klaver kan stadig købes, framfor alt Le Rhytme des doigts: exercises types à l'aide du métronome, op 36.